# Liste der Monuments historiques in Nanterre
Die Liste der Monuments historiques in Nanterre führt die Monuments historiques in der französischen Gemeinde Nanterre auf.

## Liste der Bauwerke
| Bezeichnung                         | Beschreibung | Standort                              | Kennzeichnung | Schutzstatus   | Datum     | Bild           |
| ----------------------------------- | ------------ | ------------------------------------- | ------------- | -------------- | --------- | -------------- |
| Kathedrale Ste-Geneviève-St-Maurice |              | Rue de l’Eglise (Lage)                | PA00088126    | Classé Inscrit | 1975 2010 | weitere Bilder |
| Fabrik Natalys                      |              | 18, avenue du Général-Galliéni (Lage) | PA00088180    | Inscrit        | 1992      | weitere Bilder |

## Liste der Objekte
- Monuments historiques (Objekte) in Nanterre in der Base Palissy des französischen Kultusministeriums